# カイムキ

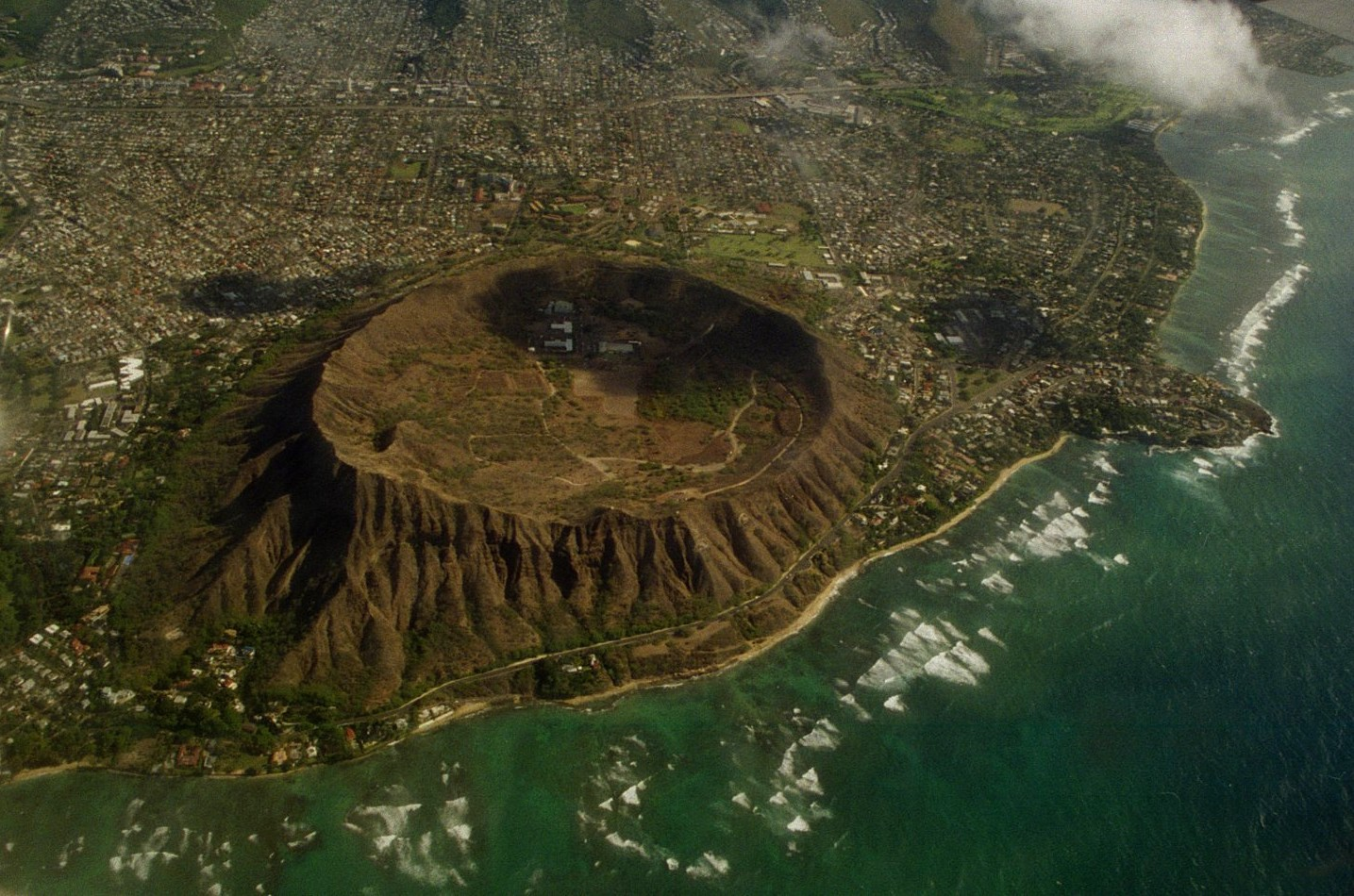
ダイアモンド・ヘッドの空撮。左上にカイムキの街が見える

カイムキ（ハワイ語: Kaimukī）はアメリカ合衆国ハワイ州ホノルルにある住宅地域である。　

## 歴史

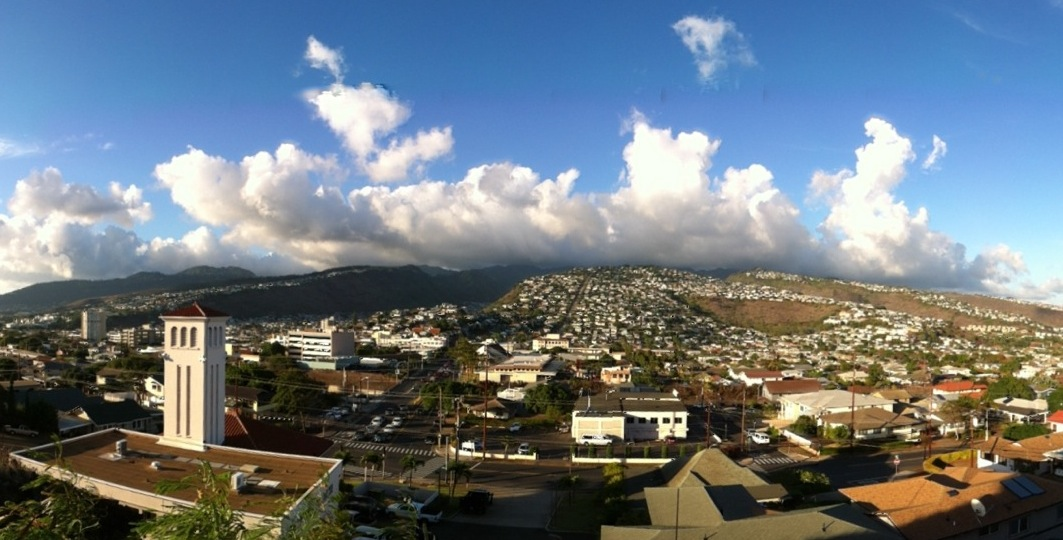
プウ・オ・カイムキ小公園からカイムキを望む

19世紀にはこのエリアはカラカウア王の農場で、ダチョウたちが山肌を駆け回る場所であった。その後、当地はカーネーション畑となった。カーネーションは葬儀の場で使われていた。現在は商業地（主にレストランやサービス業）と住宅地が混在する状況であり、ホノルルの都心部に位置する。近くにはカハラやダイアモンド・ヘッドがある。
カイムキはハワイの古い地名である。この地名はハワイ語の「カ・イム・キ―」（Ka imu kī）に由来し、「キーの根のオーブン」を意味する。このエリアは多くのアースオーブン、いわゆる「イム」があったことで知られる。ネイティブ・ハワイアンの人々はアースオーブンを使ってキーの木やその根を蒸し焼きにして、飴のような甘い食品にしていたという。
カイムキのメイン・ストリートはワイアラエ通り（Waialae Avenue）である。「ワイアラエ」は[waɪəlaɪ]と発音する。カイムキ・ディストリクト・パークと同じように、いくつかのレストランや商店がこの通りにある。
プウ・オ・カイムキー（Pu‘u o Kaimukī）あるいはカイムキ・ヒル（Kaimuki Hill）はこの地域の特徴的な場所であり、この場所は貯水池、電信局、観測所であったが、現在は公園となっている。　

## 建築
カイムキ地域は歴史的建造物のありかでもある。カイムキ消防署はG・R・ミラー（G.R. Miller）によって設計されたスパニッシュ・ミッション様式の建物で、1924年に建造され現在でも現役である。クイーン・シアターはライマン・ビゲロー（Lyman Bigelow）によって設計され、1936年に開業したが、1985年に閉鎖された。

## 教育

### 大学
ハワイ大学システムの10のキャンパスの一つであるカピオラニ・コミュニティーカレッジはカイムキに所在し、近くには私立のシャミナード大学がある。

#### 公立校

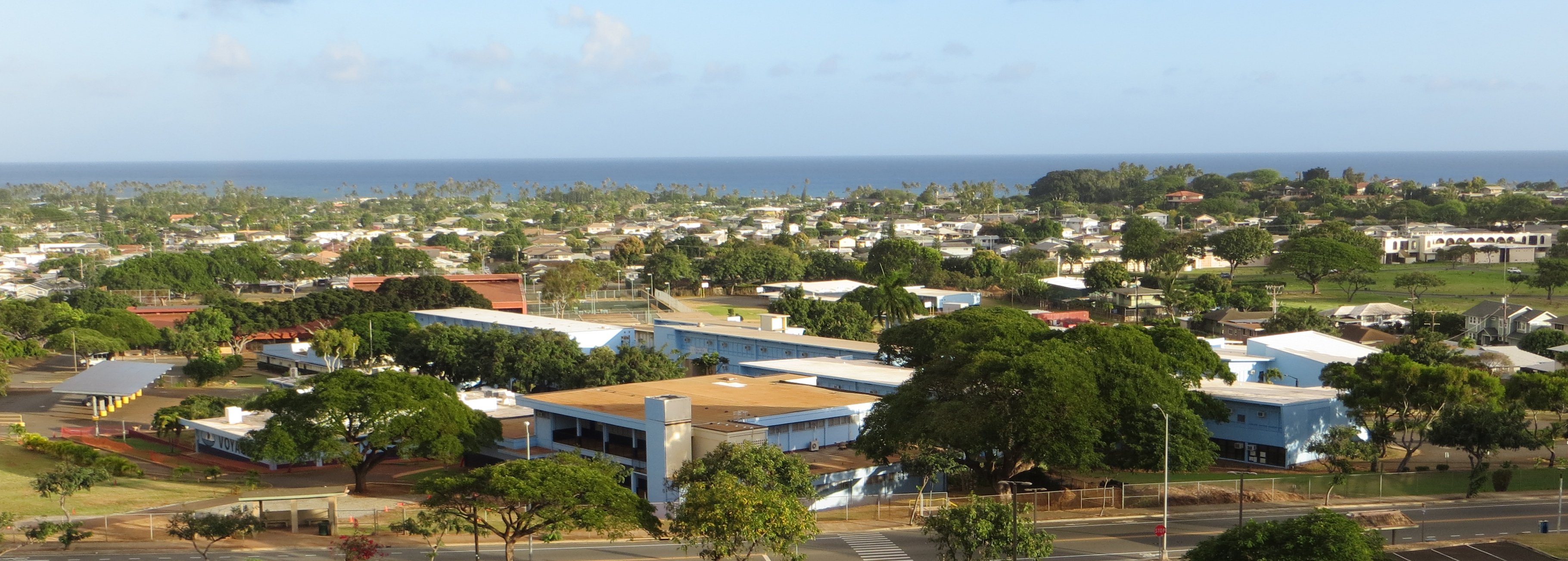
カイムキ・ミドル・スクール。18th通り631に位置する

ハワイ州教育省が公立校を運営している。公立のチャーター・スクールであるワイアラエ・スクールはカイムキを南北に走る19th通りと20th通りの間にある。カイムキ・ミドル・スクールもそのエリアにある。カイムキ・ハイスクールはカイムキにあり、カイムキと見なされるエリアの大半を対象としている。カラニ・ハイスクールもカイムキ在住の生徒のいくらかを対象とする。座標: 北緯21度16分58秒 西経157度48分06秒 / 北緯21.28278度 西経157.80167度

#### 私立校
セント・パトリック・スクール(共学、K-8)があり、また男子校のセント・ルイス・スクールと女子校のセークリッド・ハーツ・アカデミーがある。カイムキ・クリスチャン・スクール(共学、P3-11)はココヘッド通りにある。

#### 補習授業校
補習授業校「ハワイレインボー学園」はカイムキ・ミドルスクールを授業実施校としている。なお事務所はベレタニア通りにある別のビルに入居している。

## 著名な住人
イズラエル・カマカヴィヴォオレ（通称「IZ」）はこの近辺で生まれたという。